# NGC 4449
NGC 4449 is een onregelmatig sterrenstelsel in het sterrenbeeld Jachthonden. Het hemelobject ligt 12,5 miljoen lichtjaar van de Aarde verwijderd en werd op 27 april 1788 ontdekt door de Duits-Britse astronoom William Herschel. NGC 4449 maakt deel uit van de Canes Venatici-groep.

## Synoniemen
- UGC 7592
- MCG 7-26-9
- ZWG 216.5
- PGC 40973